# Storm Seeker

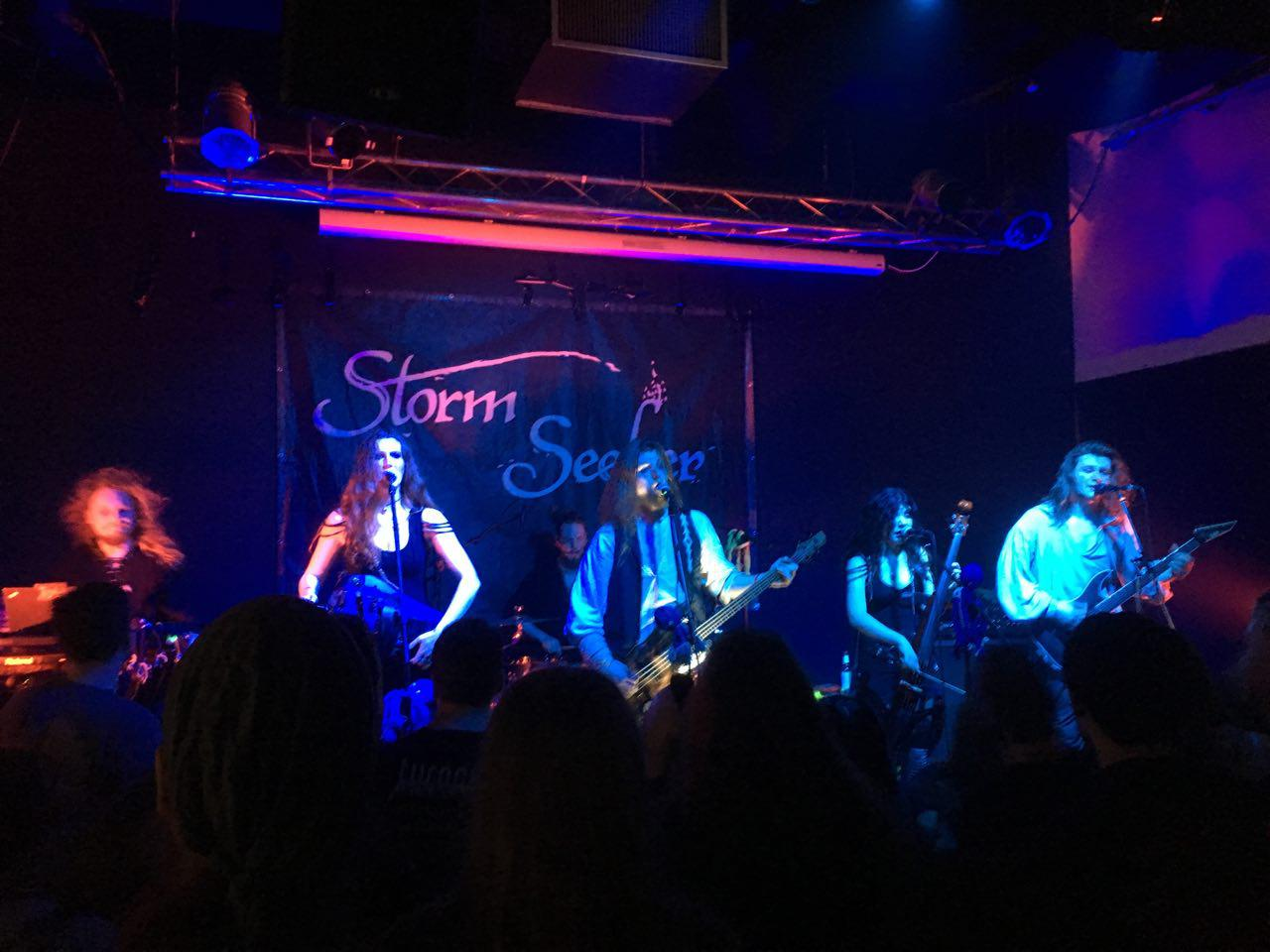
Storm Seeker 2019, Realase Neuss

Storm Seeker ist eine deutsche Pirate-Folk-Metal-Band aus Düsseldorf und Neuss. Gegründet wurde sie 2013 von den Brüdern Marius & Timo Bornfleth.

## Geschichte
Die Band wurde 2013 gegründet. Nach mehreren Besetzungswechseln veröffentlichte sie 2016 die EP Pirate Scum über das Label Aeterna Records. Im Laufe der Zeit spielte die Band immer größere Konzerte, Festivals und internationale Auftritte. Dazu zählen beispielsweise das Dong Open Air 2017 und die Metaldays im darauffolgenden Jahr. 2018 verließ der Gitarrist Patrick Stäudle die Band. Daraufhin wechselte Marius Bornfleth an die Gitarre, Julian Hauptvogel übernahm das Schlagzeug. Ende 2018 verließ Patricia „Patty“ Büchler die Band. Für die „Tanz und Triebe Tour“ 2019 wurde deshalb Fabienne Kirschke als Ersatz gefunden. Nach der Tour wurde sie als ständiges Bandmitglied aufgenommen.
Das Debütalbum Beneath in the Cold erschien am 18. Mai 2019. Im gleichen Jahr folgten einige Singles und Musikvideos. 2020 folgte der Labelwechsel zu dem Hamburger Label NoCut und unter dem Label entstand ein Re-Release ihres Debütalbums Beneath in the Cold. Im Covid-Jahr 2020 spielten sie einen Headlinergig, drei Auftritte mit Mono Inc sowie auf dem Online Musik Festival. Im gleichen Jahr verließ Julian Hauptvogel (Schlagzeug) die Band. Das zweite Album Guns Don’t Cry ist am 29. Januar 2021 erschienen. Dort finden sich Features von Mr. Hurley & die Pulveraffen, Sebastian Levermann (Orden Ogan) und Tanzwut. Am 26. November des gleichen Jahres wurde das Akustikalbum Calm Seas Vol. 1 veröffentlicht. Im Festivalsommer wurden unter anderem das Wacken Open Air und das Rockharz von der Band bespielt. Im April 2023 erschien ihr Album Nautic Force. Welches sie direkt beim Summer Breeze, und als Support bei der Mono Inc Ravenblack Tour vorstellten. Die erste Headlinertour folgte im darauffolgenden Jahr und führte die Band mit elf Terminen durch ganz Deutschland.
Am 21. Oktober 2024 gab die Band via Social Media den Austritt von Timo Bornfleth bekannt. An seine Stelle trat TÍR SAOR Sänger Manuel Depryck.

## Stil
Neben Gitarre, Bass, Schlagzeug, Keyboard und rauen männlichen Main Vocals mischen bei (Storm Seeker) auch eine Drehleier, ein Cello, Flöten und eine Nyckelharpa in den Melodien mit. Der Stil definiert sich über die gesamte Palette des Folk-Metal. Die Band selbst beschreibt sich als „eine Mischung aus feucht-fröhlicher Folkmusik mit starken, brechenden Metalriffs und einer Prise Epik“. Zum Repertoire der Band gehören sowohl progressive, ernste und lange Stücke als auch partytaugliche Trinklieder. Themen sind vor allem das Seefahrertum und die Piraterie.

## Diskografie

### Studioalben
| Jahr | Titel Musiklabel                 | Höchstplatzierung, Gesamtwochen, AuszeichnungChartsChartplatzierungen (Jahr, Titel, Musiklabel, Platzierungen, Wochen, Auszeichnungen, Anmerkungen) | Anmerkungen                                                                 |
| Jahr | Titel Musiklabel                 | DE | Anmerkungen                                                                 |
| ---- | -------------------------------- | --- | --------------------------------------------------------------------------- |
| 2019 | Beneath in the Cold Selbstverlag | — | Erstveröffentlichung: 18. April 2019 Wiederveröffentlichung 2020 über NoCut |
| 2021 | Guns Don’t Cry NoCut             | DE94 (1 Wo.)DE | Erstveröffentlichung: 29. Januar 2021                                       |
| 2021 | Calm Seas Vol. 1 NoCut           | — | Erstveröffentlichung: 26. November 2021 Akustikalbum                        |
| 2023 | Nautic Force NoCut               | DE99 (1 Wo.)DE | Erstveröffentlichung: 28. April 2023                                        |
| 2025 | Set the Sails NoCut              | DE47 (1 Wo.)DE | Erstveröffentlichung: 14. März 2025                                         |

### EPs
- 2016: Pirate Scum

### Musikvideos
- 2016: Destined Course
- 2017: The Longing
- 2019: Pirate Squad
- 2019: Drag O Below
- 2020: Row Row Row
- 2020: Rum
- 2020: Guns Don’t Cry
- 2020: Naval Hitchhike
- 2020: How to Be a Pirate
- 2021: Deathwatch Beetle Party – feat. Mr. Hurley & die Pulveraffen
- 2021: Wellermann
- 2023: Heavaway
- 2023: Bottoms Up
- 2023: Rolling Home
- 2023: Miles and Miles
- 2024: Set the Sails

## Belege
1. ↑  metal-heads.de/behind-the-scenes/mead-greed-2020-storm-seeker-im-interview/
2. ↑  Storm Seeker. Abgerufen am 16. Mai 2019.
3. ↑  Patty Gurdy. Abgerufen am 16. Mai 2019.
4. ↑  Tanz und Triebe Tour. Archiviert vom Original (nicht mehr online verfügbar) am 24. Januar 2021; abgerufen am 20. Januar 2021 (englisch).  Info: Der Archivlink wurde automatisch eingesetzt und noch nicht geprüft. Bitte prüfe Original- und Archivlink gemäß Anleitung und entferne dann diesen Hinweis.
5. ↑  Storm Seeker. Abgerufen am 16. Mai 2019.
6. ↑  Storm Seeker stürmen mit NoCut. Abgerufen am 19. Januar 2021.
7. ↑  Storm Seeker & BlackBeers am 12.09.2020 in Fürth. Abgerufen am 20. Januar 2021.
8. ↑  Kay L.: Mono Inc., The Raven Flies Again Tour 2020 am 29.08.2020 in Hamburg, im Rahmen der Cruise Inn Open Air Reihe. In: Time For Metal – Das Metal Magazin. 2. September 2020, abgerufen am 20. Januar 2021.
9. ↑  Online Musik Festival. Abgerufen am 25. Januar 2021.
10. ↑  Alles Klarschiff: Storm Seeker releasen neue Single „Guns Don’t Cry“. Abgerufen am 19. Januar 2021.
11. ↑  Robert: STORM SEEKER - Single Premiere - Metal News. Abgerufen am 19. Januar 2021.
12. ↑  Storm Seeker „Calm Seas, Vol. I“. Abgerufen am 21. April 2022.
13. ↑  Luise: Das war das Wacken Open Air 2022 – Der Festivalbericht mit Bildern. Abgerufen am 28. März 2023 (deutsch).
14. ↑  Livebericht – Storm Seeker - ROCKHARZ Festival. Abgerufen am 28. März 2023.
15. ↑  Chris Strieder: STORM SEEKER haben ihre neue Single "Rolling Home" am Start (darkstars.de NEWS). In: darkstars.de Webzine. Abgerufen am 28. März 2023 (deutsch).
16. ↑  https://vampster.com/live-reviews/summer-breeze-2023-der-festivalbericht/
17. ↑  Touren
18. ↑  Ralfi Ralf: Mead & Greed 2020: Storm Seeker im Interview. In: metal-heads.de. 22. März 2020, abgerufen am 19. Januar 2021 (deutsch).
19. ↑  Chris Strieder: Interview mit Storm Seeker zum Album „Guns Don’t Cry“ (darkstars.de Webzine). In: darkstars.de Webzine. 19. Januar 2021, abgerufen am 20. Januar 2021 (deutsch).
20. ↑  Chartquellen: DE